# Hugo Vanden Bremt
Hugo Vanden Bremt (11 december 1967) is een Vlaamse acteur en presentator.
Zijn bekendste rol is die van Jan in Slisse & Cesar (1996-1999), een tv-reeks op VTM. Hij speelde een van de hoofdrollen en heeft gedurende heel de serie meegespeeld. Jan is de jongste zoon van de familie Slisse en is kok.
Hij speelde gast- en hoofdrollen in Spoed (Agent, 2001), Verschoten & Zoon (Verkoper, 2002), Parts of the Family (Officer Walls Badaim, 2003), Vacuum Killer (2006), Purgatory  (Richard, 2012) en Todeloo (Polydor, 2013).
Sinds 2005 speelt hij voornamelijk in Franstalige film- en televisie-producties als HUGO HENRY.